# Unione Sportiva Pro Italia 1938-1939
Questa voce raccoglie le informazioni riguardanti l'Unione Sportiva Pro Italia nelle competizioni ufficiali della stagione 1938-1939.

## Rosa
| N. |                   | Ruolo | Calciatore           |
| -- | ----------------- | ----- | -------------------- |
|    | Italia (bandiera) | A     | Antonio Bellucco     |
|    | Italia (bandiera) | D     | Salvatore Boccanfuso |
|    | Italia (bandiera) |       | Cataldo Boccuni      |
|    | Italia (bandiera) |       | Martino Castellano   |
|    | Italia (bandiera) | P     | Leonardo Costagliola |
|    | Italia (bandiera) | A     | Enrico De Bernardi   |
|    | Italia (bandiera) |       | Cosimo Fonseca       |
|    | Italia (bandiera) | A     | Umberto Gigante      |
|    | Italia (bandiera) |       | Francesco Maino      |

| N. |                   | Ruolo | Calciatore        |
| -- | ----------------- | ----- | ----------------- |
|    | Italia (bandiera) |       | Franco Marucci    |
|    | Italia (bandiera) | C     | Mario Nevoli      |
|    | Italia (bandiera) | C     | Lorenzo Paradiso  |
|    | Italia (bandiera) | D     | Mario Parisi      |
|    | Italia (bandiera) |       | Vincenzo Ribera   |
|    | Italia (bandiera) | D     | Mario Salvati     |
|    | Italia (bandiera) | C     | Federico Sammarco |
|    | Italia (bandiera) |       | Angelo Valentini  |